# ベスト・コレクション (郷ひろみのアルバム)
『ベスト・コレクション』
は、日本の歌手・郷ひろみが1985年と1986年にCBS・ソニーから発売した19,21枚目のベストアルバムである。

## 内容
両盤共位置付け上シングル・コレクションとなっている。また、両盤は15曲中2曲異なるのみで他の収録曲に差異はない。
今作が郷の作品上、最初のCD規格として発売された。

## 1985年度盤

### 収録曲
1. 愛のエンプティーペイジ
53rdシングルの表題曲。
2. ケアレス・ウィスパー
両A面からなる52ndシングルの表題2曲目。
3. 2億4千万の瞳-エキゾチック・ジャパン-
50thシングルの表題曲。
4. 素敵にシンデレラ・コンプレックス
47thシングルの表題曲。
5. 哀愁のカサブランカ
43rdシングルの表題曲。
6. お嫁サンバ
38thシングルの表題曲。
7. How many いい顔
35thシングルの表題曲。
8. セクシー・ユー（モンロー・ウォーク）
33rdシングルの表題曲。
9. マイ レディー
32ndシングルの表題曲。
10. ハリウッド・スキャンダル
28thシングルの表題曲。
11. よろしく哀愁
10thシングルの表題曲。
12. 裸のビーナス
5thシングルの表題曲。
13. 愛への出発
4thシングルの表題曲。
14. 小さな体験
2ndシングルの表題曲。
15. 男の子女の子
1stシングルの表題曲。

## 1986年度盤

### 収録曲
1. サファイア・ブルー
55thシングルの表題曲。
2. ケアレス・ウィスパー
両A面からなる52ndシングルの表題2曲目。
3. 2億4千万の瞳-エキゾチック・ジャパン-
50thシングルの表題曲。
4. 素敵にシンデレラ・コンプレックス
47thシングルの表題曲。
5. 哀愁のカサブランカ
43rdシングルの表題曲。
6. お嫁サンバ
38thシングルの表題曲。
7. How many いい顔
35thシングルの表題曲。
8. セクシー・ユー（モンロー・ウォーク）
33rdシングルの表題曲。
9. マイ レディー
32ndシングルの表題曲。
10. ハリウッド・スキャンダル
28thシングルの表題曲。
11. バイブレーション（胸から胸へ）
25thシングルの表題曲。
12. 裸のビーナス
5thシングルの表題曲。
13. 愛への出発
4thシングルの表題曲。
14. 小さな体験
2ndシングルの表題曲。
15. 男の子女の子
1stシングルの表題曲。